# Rozdroże pod Izerskimi Garbami
Rozdroże pod Izerskimi Garbami – węzeł dróg leśnych, położony na wysokości 1018 m n.p.m. w południowo-zachodniej Polsce, w Górach Izerskich w Sudetach Zachodnich.

## Położenie
Rozdroże położona jest w środkowej części Gór Izerskich, w środkowej części Wysokiego Grzbietu, przy Kopalni Kwarcu "Stanisław", pomiędzy wzniesieniami Zwalisko po wschodniej stronie a Izerskie Garby po północno-zachodniej stronie, około 1,9 km na południe od Rozdroża Izerskiego.

## Fizjografia
Rozdroże pod Izerskimi Garbami to niewielka powierzchniowo górska wierzchowina położona na południowo-wschodnim zboczu Izerskich Garbów, na której znajduje się skrzyżowanie dróg leśnych. Przez rozdroże przechodzi Szklarska Droga - dawna Stara Droga Celna. W przeszłości stanowiła jeden z najważniejszych traktów komunikacyjnych w Górach Izerskich. Najbliższe otoczenie rozdroża zajmuje niewielka śródleśna polana, dalsze otoczenie porasta las świerkowy. Na północ, w niewielkiej odległości od skrzyżowania, położone są wyrobiska Kopalnia Kwarcu "Stanisław". Poniżej rozdroża, w kierunku południowym, położone jest źródło górskiego potoku Ciekonek dopływu Ciekonia.

## Inne
- W latach osiemdziesiątych XX wieku w wyniku klęski ekologicznej, wywołanej zanieczyszczeniem powietrza i kwaśnymi deszczami, został zniszczony las porastający wokół rozdroża. Obecnie w miejscu zniszczonego lasu rośnie młode pokolenie drzew, o klęsce przypominają jedynie wystające ponad młodnik obumarłe kikuty drzew.

## Turystyka
Przez rozdroże prowadzą szlaki turystyczne:
- czerwony – Główny Szlak Sudecki im. M. Orłowicza ze Świeradowa-Zdroju przez Izerski Stóg, Rozdroże pod Kopą do Szklarskiej Poręby i dalej
- niebieski – z Izerskiej Hali przez Rozdroże pod Cichą Równią do Szklarskiej Poręby Szklarską Drogą
- zielony – z Przełęczy Szklarskiej przez Rozdroże pod Cichą Równią na Rozdroże Izerskie